# Paulingite-K
La paulingite-K è un minerale.

## Etimologia
Il nome è in onore del chimico e fisico statunitense Linus Pauling (1901-1994).